# InfoWatch
Группа компаний InfoWatch (АО «Инфовотч») — российская компания, специализирующаяся на информационной безопасности в корпоративном секторе: защите корпораций от утечек информации и целевых атак извне. Контролирует около 50 % российского рынка систем защиты конфиденциальных данных (англ. data leakage prevention, DLP-систем). Образована в 2003 году как дочернее предприятие «Лаборатории Касперского», с 2007 года стала полностью самостоятельной. Основной владелец и глава InfoWatch — Наталья Касперская.

## История

### Создание
Идею использования антиспам-движка Kaspersky Anti-Spam «в обратном направлении» для защиты от утечек в 2001 году предложил Игорь Ашманов — глава компании «Ашманов и партнёры», которая участвовала в создании программы вместе с «Лабораторией Касперского». В 2001—2002 годах эта DLP-система была разработана и выпущена на рынок под именем InfoWatch Traffic Monitor Enterprise.
В декабре 2003 года «Лаборатория Касперского» учредила дочернюю компанию Infowatch, в штат которой вошли около 10 человек. Однако, на начало 2000-х годов российский рынок DLP находился в зачаточном состоянии, и «Лаборатория» не вкладывала заметных ресурсов в развитие этого второстепенного направления.

### Независимость
В 2007 году в ходе разделения совместного бизнеса Евгения и Натальи Касперских последняя стала основным владельцем и генеральным директором Infowatch.
Из-за особенностей рынка (крупные клиенты, долгий цикл продаж, сезонность) и внутренних проблем InfoWatch показала прибыль только в 2012 году. В дальнейшем компания росла на 60—70 % в год: в 2012 году выручка компании составила ₽365 млн, в 2013 — ₽498 млн, в 2014 — ₽831 млн. В 2012 году была основана группа InfoWatch, в которую кроме одноимённой компании вошли компания «Крибрум», «Центр инноваций Натальи Касперской», а также немецкая компания EgoSecure, ранее известная как cynapsproв. В январе 2013 года компания впервые попала в магический квадрант Content-Aware DLP исследовательской компании Gartner. Эксперты, опрошенные газетой «Коммерсантъ» весной 2015 года, оценивали компанию в $40—50 млн. В начале 2023 года эксперты оценивали InfoWatch в 4-7 млрд руб

### Экспансия
С начала 2000-х годов InfoWatch расширила деятельность за пределы стран СНГ. На европейском направлении группа действует под брендом основанной российским немцем Сергеем Шлоттхауэром дочерней компании EgoSecure, располагающей собственным продуктовым портфелем для малого и среднего бизнеса и партнёрами-дистрибьюторами в Европе (Германии, Италии, Франции, Испании, Португалии и Греции) и Латинской Америке (Бразилии, Мексике и Колумбии).
В 2017 году у InfoWatch было 20 подразделений и представительств в России, Западной Европе, Казахстане, Белоруссии, Юго-Восточной Азии и на Ближнем Востоке.
Значимыми для компании рынками стали Ближний Восток, где в число её клиентов входили Центральный банк и коммерческие банки Бахрейна, компании в Кувейте, Объединённых Арабских Эмиратах и Турции, и Южная и Юго-Восточная Азия — Малайзия, Индонезия, Индия, Шри-Ланка, Сингапур.
В мае 2024 года компания закрыла свой офис в ОАЭ и переориентировалась на ближнее зарубежье.

## Структура
Штат InfoWatch на 2016 год составлял 500 человек в головном офисе и подразделениях в Москве, Санкт-Петербурге, Минске и Эттлингене (Германия). На тот момент в структуру InfoWatch входили следующие компании:
- «Крибрум» (с 2010 года) — онлайн-мониторинг и анализ репутации корпораций, брендов, персон в социальных сетях;
  - «Информатик» (с 2010 года; дочерняя компания «Крибрума») — технологии машинной морфологии для нескольких языков;
  - «Диктум» (с 2011 года; дочерняя компания «Крибрума») — технологии машинного синтаксиса и др.;
- Cezurity (с 2010 до 2022 года) — противодействие целевым атакам на корпорации;
- EgoSecure (с 2011 года до 2018 года, бывш. Cynapspro GmbH) — продукты для защиты рабочих станций корпоративной сети;
- Appercut (с 2012 года) — автоматический аудит исходного кода бизнес-приложений на наличие уязвимостей и закладок;
- Taiga (с 2013 года) — системы защиты мобильных устройств от слежения и хищения информации.

Аналитический центр InfoWatch с 2008 года занимается мониторингом утечек информации в России и мире и ежегодно публикует отраслевые отчёты и сводные отчёты со статистическим анализом утечек и экспертными комментариями.
В 2018 году InfoWatch продала контрольный пакет своей немецкой дочерней компании EgoSecure.
В 2022 году InfoWatch и Наталья Касперская вышли из капитала Cezurity (ООО «Цезурити»).

## Владельцы компании
Основной владелец InfoWatch (на 2016 год) — Наталья Касперская, миноритарный акционер — Рустем Хайретдинов. Основным владельцем АО «Инфовотч» в 2020 году являлось ООО «Инфовотч Управление активами» (99,98 %). В свою очередь, владельцами этой управляющей компании на тот момент являлись Наталья Касперская (86,25 %), Тимофей Мусатов (10 %) и ООО «РФПИ Управление инвестициями — 4» (3,75 %). В 2020 году Наталья Касперская передавала свою долю в компании в залог ВТБ-банку. В 2024 году долю РФПИ выкупило АО «Инфовотч».
В начале 2023 года в деловых СМИ появилась информация о том, что крупный IT-интегратор «Группа Т1» заинтересована в приобретении доли в компании InfoWatch. Однако позже эту информацию опровергали и реально подобная сделка в 2023-2024 годах так и не состоялась.

## Основные продукты
Изначально целью компании была лишь системная защита корпораций от информационных утечек (DLP-система), в настоящее время продуктовая линейка компании решает также комплекс связанных проблем.
Основные продукты компании на 2024 год:
- InfoWatch Traffic Monitor  — флагманский продукт компании, обеспечивающий защиту информации от утечки, борьба с инсайдерством и другими внутренними угрозами;
- InfoWatch Activity Monitor — система для расследования инцидентов ИБ и сбора доказательной базы;
- InfoWatch Person Monitor — контроль эффективности персонала и расширенные отчеты;
- InfoWatch Vision — визуализация данных DLP-системы Traffic Monitor в виде статистики и графа связей;
- InfoWatch Prediction — система анализа поведения сотрудников (UBA-система) на основе искусственного интеллекта;
- InfoWatch DAT — контроль права доступа;
- Infowatch Data Discovery — аудит хранения данных на файловых носителях;
- Infowatch ARMA — защита АСУ ТП;
- Infowatch ARMA Стена — межсетевой экран нового поколения (NGFW).

В марте 2024 года компания представила интерфейсное решение «Центр расследований», которое объединяет события DLP-системы, информацию о хранении и доступе к файлам InfoWatch Data Discovery, данные о действиях сотрудников InfoWatch Activity Monitor, визуальную аналитику InfoWatch Vision и оповещение о вероятных рисках InfoWatch Prediction.
Основные заказчики InfoWatch — крупный и средний бизнес с наличием от 300 рабочих станций, отдельная продуктовая линейка предназначена для сегмента СМБ и филиалов крупных компаний с персоналом от 100 человек. По оценке компании, около четверти её клиентской базы приходится на госструктуры (на этот рынок компания вышла в начале 2010-х).

## Предполагаемая утечка
В апреле 2017 года отраслевые СМИ, блогеры и крупные заказчики InfoWatch получили анонимные сообщения о возможно имевшей место утечке базы клиентов компании. Представители InfoWatch опровергли факт хищения данных, а указанную базу данных назвали компиляцией. Позднее в публикации на Roem.ru компания обвинила в информационной атаке конкурента — SearchInform.